# Васко Младенов
Васко Младенов (нар. 30 липня 1989) — колишній болгарський тенісист.
Найвищу одиночну позицію світового рейтингу — 637 місце досяг 20 червня 2016, парну — 359 місце — 20 червня 2016 року.

## Рейтинг на кінець року
| Рік              | 2005 | 2006 | 2007 | 2008 | 2009 | 2010 | 2011 | 2012 | 2013 | 2014 | 2015 | 2016 | 2017 | 2018 | 2019 |
| Одиночний розряд | 1497 | 1541 | 969  | 950  | 1268 | -    | -    | -    | -    | 1372 | 689  | 918  | 1071 | 965  | 1201 |
| Парний розряд    | -    | 1476 | 796  | 727  | 584  | -    | -    | -    | -    | 695  | 427  | 687  | 759  | 483  | 872  |

## Фінали на челленджерах, ф'ючерсах/Світовому тенісному турі

### Одиночний розряд: 2 (0–2)
| Легенда (одиночний розряд)              |
| --------------------------------------- |
| Тур ATP Челленджер (0–0)                |
| ITF Ф'ючерс/Світовий тенісний тур (0–2) |

| Титули за покриттям |
| ------------------- |
| Тверде (0–0)        |
| Ґрунт (0–2)         |
| Трава (0–0)         |
| Килим (0–0)         |

| Результат | В-П | Дата     | Турнір                | Рівень  | Покриття | Суперник      | Рахунок  |
| --------- | --- | -------- | --------------------- | ------- | -------- | ------------- | -------- |
| Поразка   | 0–1 | Лип 2015 | Туреччина F28, Анкара | Ф'ючерс | Ґрунт    | Іван Недєлько | 5–7, 3–6 |
| Поразка   | 0–2 | Жов 2015 | Україна F6, Черкаси   | Ф'ючерс | Ґрунт    | Іван Недєлько | 5–7, 4–6 |

### Парний розряд: 31 (17–14)
| Легенда (парний розряд)               |
| ------------------------------------- |
| Тур ATP Челленджер (0–0)              |
| ITF Ф'ючерс/World Tennis Tour (17–14) |

| Титули за покриттям |
| ------------------- |
| Тверде (10–5)       |
| Ґрунт (7–8)         |
| Трава (0–0)         |
| Килим (0–1)         |

| Результат | В-П   | Дата     | Турнір                      | Рівень                | Покриття   | Партнер               | Суперники                                | Рахунок                |
| --------- | ----- | -------- | --------------------------- | --------------------- | ---------- | --------------------- | ---------------------------------------- | ---------------------- |
| Перемога  | 1–0   | Чер 2007 | Болгарія F3, Плевен         | Ф'ючерс               | Ґрунт      | Пірмін Гаенле         | Роман Келечич Нікола Мартинович          | 2–6, 6–4, 6–4          |
| Поразка   | 1–1   | Чер 2007 | Болгарія F4, Софія          | Ф'ючерс               | Ґрунт      | Ілія Кушев            | Давид Савич Милян Зекич                  | 4–6, 3–6               |
| Перемога  | 2–1   | Вер 2007 | Болгарія F6, Бургас         | Ф'ючерс               | Ґрунт      | Сергій Бетов          | Роман Келечич Нікола Мартинович          | 3–0 ret.               |
| Перемога  | 3–1   | Вер 2008 | Болгарія F8, Стара Загора   | Ф'ючерс               | Ґрунт      | Борис Никола Бакалов  | Іван Б'єлиця Милян Зекич                 | 6–3, 6–4               |
| Перемога  | 4–1   | Гру 2008 | Бразилія F33, Сан-Паулу     | Ф'ючерс               | Тверде (i) | Микита Кривонос       | Діогу Круз Родрігу-Антоніу Гріллі        | 4–6, 6–1, [10–5]       |
| Поразка   | 4–2   | Гру 2008 | Бразилія F34, Сан-Паулу     | Ф'ючерс               | Тверде (i) | Ніколас Пастор        | Маріо Ескардт Патрік Тауберт             | 2–6, 2–6               |
| Перемога  | 5–2   | Гру 2008 | Бразилія F35, Сан-Паулу     | Ф'ючерс               | Тверде     | Ларс Першке           | Дієгу Матус Еладіу Рібейру Нету          | 6–1, 6–2               |
| Перемога  | 6–2   | Тра 2014 | Україна F4, Рівне           | Ф'ючерс               | Ґрунт      | Микита Кривонос       | Юрій Джавакян Володимир Ужиловський      | 6–4, 6–4               |
| Поразка   | 6–3   | Тра 2014 | Україна F5, Рівне           | Ф'ючерс               | Ґрунт      | Микита Кривонос       | Юрій Джавакян Володимир Ужиловський      | 2–6, 4–6               |
| Поразка   | 6–4   | Лип 2014 | Болгарія F5, Пловдив        | Ф'ючерс               | Ґрунт      | Динко Халачев         | Ромен Арнеодо Лука Марґаролі             | 6–7(4–7), 4–6          |
| Перемога  | 7–4   | Кві 2015 | Туніс F13, Порт-ель-Кантауї | Ф'ючерс               | Тверде     | Аніс Горбель          | Ремі Шала Данило Медведєв                | 4–6, 6–1, [11–9]       |
| Поразка   | 7–5   | Тра 2015 | Україна F1, Черкаси         | Ф'ючерс               | Ґрунт      | Вадим Урсу            | Сергій Сергієнко Артем Смірнов           | 6–3, 4–6, [7–10]       |
| Поразка   | 7–6   | Лип 2015 | Туреччина F29, Анкара       | Ф'ючерс               | Ґрунт      | Олександр Ігошин      | Даніеле Капеккі Федеріко Маккарі         | 6–7(6–8), 6–3, [7–10]  |
| Перемога  | 8–6   | Вер 2015 | Туніс F21, Порт-ель-Кантауї | Ф'ючерс               | Тверде     | Аніс Горбель          | Азіз Дугаз Йорданія Dyke                 | 6–2, 6–7(6–8), [10–6]  |
| Перемога  | 9–6   | Вер 2015 | Туніс F22, Порт-ель-Кантауї | Ф'ючерс               | Тверде     | Аніс Горбель          | Ромен Бові Уґо Настасі                   | 2–6, 7–5, [12–10]      |
| Поразка   | 9–7   | Лис 2015 | Туніс F33, Порт-ель-Кантауї | Ф'ючерс               | Тверде     | Аніс Горбель          | Хорді Муньйос Абреу Давід Перес Санс     | 3–6, 1–6               |
| Перемога  | 10–7  | Гру 2015 | Туніс F34, Порт-ель-Кантауї | Ф'ючерс               | Тверде     | Аніс Горбель          | Давід Перес Санс Давід Веґа Ернандес     | 6–7(2–7), 6–4, [10–8]  |
| Поразка   | 10–8  | Гру 2015 | Туніс F35, Порт-ель-Кантауї | Ф'ючерс               | Тверде     | Аніс Горбель          | Пітер Ботвелл Ллойд Ґласспул             | 1–6, 4–6               |
| Перемога  | 11–8  | Тра 2016 | Україна F3, Черкаси         | Ф'ючерс               | Ґрунт      | Володимир Ужиловський | Денис Милокостов Данило Веремейчук       | 6–4, 6–1               |
| Перемога  | 12–8  | Чер 2016 | Болгарія F3, Стара Загора   | Ф'ючерс               | Ґрунт      | Ян Сабанін            | Карлос Кальдерон Педро Мартінес          | 6–2, 7–6(7–2)          |
| Поразка   | 12–9  | Сер 2016 | Білорусь F1, Мінськ         | Ф'ючерс               | Тверде     | Марк Каловелоніс      | Ярослав Шило Дмитро Жирмонт              | 6–7(8–10), 3–6         |
| Поразка   | 12–10 | Лип 2017 | Туреччина F25, Стамбул      | Ф'ючерс               | Ґрунт      | Нікола Чачиц          | Мікі Янкович Дімітар Кузманов            | 4–6, 6–2, [9–11]       |
| Поразка   | 12–11 | Лип 2017 | Туреччина F26, Стамбул      | Ф'ючерс               | Ґрунт      | Олександр Ігошин      | Сарп Агабіґюн Марат Девятьяров           | 2–6, 6–7(5–7)          |
| Поразка   | 12–12 | Тра 2018 | Туніс F18, Джерба           | Ф'ючерс               | Тверде     | Аніс Горбель          | Дієго Ідальго Сем Вербек                 | 2–6, 4–6               |
| Перемога  | 13–12 | Тра 2018 | Туніс F19, Джерба           | Ф'ючерс               | Тверде     | Аніс Горбель          | Хаді Хабіб Хосе Відаль Асорін            | 4–6, 7–6(9–7), [12–10] |
| Перемога  | 14–12 | Тра 2018 | Туніс F20, Джерба           | Ф'ючерс               | Тверде     | Аніс Горбель          | Алексі Клегу Франческо Вілардо           | 6–3, 4–6, [10–7]       |
| Перемога  | 15–12 | Чер 2018 | Туніс F21, Джерба           | Ф'ючерс               | Тверде     | Аніс Горбель          | Джон-Пол Фруттеро Альбано Оліветті       | 6–3, 6–2               |
| Перемога  | 16–12 | Вер 2018 | Туніс F32, Монастір         | Ф'ючерс               | Тверде     | Аніс Горбель          | Alexander Merino Крістоф Неґріту         | 6–3, 6–3               |
| Поразка   | 16–13 | Лис 2018 | Естонія F2, Тарту           | Ф'ючерс               | Килим (i)  | Лука Кастельнуово     | Володимир Іванов Максим Ратнюк           | 4–6, 6–1, [4–10]       |
| Перемога  | 17–13 | Бер 2019 | M15 Табарка, Туніс          | Світовий тенісний тур | Ґрунт      | Аніс Горбель          | Серхіо Мартос Горнес Оріоль Рока Баталья | 6–4, 6–1               |
| Поразка   | 17–14 | Сер 2019 | M15 Ірпінь, Україна         | Світовий тенісний тур | Ґрунт      | Сегадат Аяп           | Владислав Орлов Гіоргі Цівадзе           | 6–1, 3–6, [5–10]       |

## Кубок Девіса
2016 року Васко Младенов дебютував за збірну Болгарії в Кубку Девіса. Він виграв 1 матч в одиночному розряді, виграв 4 і програв 2 - у парному (загалом 5–2). 

### Одиночний розряд (1–0)
| Розіграш                         | Раунд | Дата          | Покриття | Суперник      | W/L | Результат               |
| -------------------------------- | ----- | ------------- | -------- | ------------- | --- | ----------------------- |
| Група II зони Європа/Африка 2016 | RPO   | 17 липня 2016 | Тверде   | Moez Echargui | W   | 6–7(5–7), 7–5, 7–6(7-5) |

### Парний розряд (4–2)
| Розіграш                         | Раунд | Дата           | Партнер            | Покриття   | Суперники                           | W/L | Результат                                   |
| -------------------------------- | ----- | -------------- | ------------------ | ---------- | ----------------------------------- | --- | ------------------------------------------- |
| Група II зони Європа/Африка 2016 | R1    | 5 березня 2016 | Александер Лазов   | Тверде (I) | Джем Ількель Туна Алтуна            | W   | 7–6(8–6), 6–7(5–7), 6–7(4–7), 7–6(7–5), 6–4 |
| Група II зони Європа/Африка 2016 | RPO   | 16 липня 2016  | Александар Лазаров | Тверде     | Малік Джазірі Скандер Мансурі       | L   | 4–6, 4–6, 3–6                               |
| Група III зони Європи 2018       | RR    | 4 квітня 2018  | Дімітар Кузманов   | Ґрунт      | Ельбі М'єштрі Генайд Шюпхея         | W   | 6–0, 6–0                                    |
| Група III зони Європи 2018       | RR    | 5 квітня 2018  | Дімітар Кузманов   | Ґрунт      | Біркір Ґуннарссон Еґідль Сіґурдссон | W   | 6–2, 6–1                                    |
| Група III зони Європи 2018       | RR    | 6 квітня 2018  | Адріан Андреєв     | Ґрунт      | Штефан Мицов Горазд Србляк          | W   | 6–4, 6–3                                    |
| Група III зони Європи 2018       | PRO   | 7 квітня 2018  | Дімітар Кузманов   | Ґрунт      | Ромен Арнеодо Бенжамен Бальре       | L   | 4–6, 3–6                                    |

- RPO = Плей-оф на вибування
- PPO = Плей-оф за вихід далі
- RR = Коловий турнір